# چن چوانگتیان
چن چوانگتیان (انگلیسی: Chen Chuangtian; ۱۸ فوریهٔ ۱۹۳۷ – ۳۱ اکتبر ۲۰۱۸) دانشمند در زمینه علم مواد اهل چین بود.